# Нурма (Марий Эл)
Нурма (мар. Пиясир, от пӱя — «пруд» и сер — «берег» — «берег пруда») — село в Медведевском районе Республики Марий Эл России. Административный центр одноимённого сельского поселения.
Численность населения — 1032 (2021) человек.

## География
Село Нурма находится в 12 км к северо-западу от центра муниципального района пгт Медведево и в 20 км к северо-западу от столицы республики города Йошкар-Ола.

## История
В списке селений Царевококшайского уезда в 1723 году село Нурма называлось деревней Мазарская (Новокрещенская). Так же называлась волость — Мазарская. В деревне было 10 дворов и 46 душ мужского пола.
В списке селений 1763 и 1782 годов село называется «деревня Мазарская, а ныне село Богородское Нурма». В 1763 году насчитывалось 49 мужских душ, в 1782 году — 59. Сословный состав населения — государственные крестьяне, этнический — марийцы. В 1795 году селение называлось «село Богородское, Нурма тож». В нём 11 дворов, 67 мужских душ, 68 — женских.
В 1825 году название оставалось старое — «село Богородское Нурма», 82 души мужского населения. В 1839 году «село Богородское Нурма тож» входило в сельское общество Арбанское Алёнкинской волости, в нём были 31 двор и 82 души мужского пола. Накануне отмены крепостного права, в 1859 году, селение в списке значилось так: «с. Богородское-Нурма (Мазарское, Пиясир)». В нём 48 дворов, 131 мужчина и 157 женщин.
В 1867 году в селе было открыто сельское народное государственное начальное училище. В деревянном здании имелись 3 комнаты.
В 1876 году в селе значилось 126 ревизских душ (77 работников). В списке селений за 1877 год запись уже однозначная — «село Нурма». В 1886 году в селе Нурма проживали 187 жителей мужского пола, в том числе 162 марийцев и 25 русских, 150 женщин-мари и 16 русских.
В селе имелся фельдшерский пункт, позднее — стационарная лечебница, аптека.
В 1888 году при Нурминском училище в частном доме открыли образцовую библиотеку, обслуживающую и население близлежащих деревень. Книжный фонд был довольно солидным, имелись произведения русских и зарубежных классиков: Льва Толстого, Антона Чехова, Жюля Верна, Фенимора Купера и других. Работал в библиотеке будущий писатель Макс Майн (родом из близлежащей деревни Нефедкино).
В 1913—1914 годах в Нурме было организовано кредитное товарищество, в 1915 году — общество потребителей.
В 1922 году в селе насчитывался 101 двор, в которых проживали 530 человек, в том числе 247 мужчин, 283 женщины.
Первый колхоз образовался в 1930 году и был назван именем 8 Марта. В колхозе работал детский сад на 20 детей.
В 1944 году Нурма стала центром сельсовета Медведевского района.
В 1950 году произошло укрупнение колхозов. Объединились колхозы имени 8 Марта, «Самолёт» (деревня Данилкино), «Саскан» (деревня Нефедкино). Объединённый колхоз назвали имени Чапаева, центр которого разместился в Нурме. Второе укрупнение состоялось в 1958 году. К колхозу имени Чапаева присоединились сельхозартели «Борец» (деревня Малые Мазары), "Заря (деревня Арбаны), имени Ворошилова (деревня Елемучаш), имени Будённого (деревня Ныръял). Укрупненный колхоз стал одним из передовых в республике. В феврале 1976 года колхоз имени Чапаева слился с колхозом имени Ленина (деревня Нужъялы), объединённое хозяйство назвали именем Ленина.
В 1980-е годы в селе велось большое строительство. В Нурме введены в действие детский сад на 90 мест, новое здание школы, магазин, столовая, контора колхоза, столярный цех. К Нурме подходит асфальтированная дорога, открывается движение автобусов.
В 2002 году в селе насчитывалось 250 домов, в них проживали 868 человек, в основном марийцы. В селе установлены обелиск погибшим во время Великой Отечественной войны, на кладбище — памятник погибшим лётчикам.

## Население
| 2010 | 2011 | 2012 | 2013  | 2014  | 2021  |
| ---- | ---- | ---- | ----- | ----- | ----- |
| 825  | ↗957 | ↗979 | ↗1026 | ↗1057 | ↘1032 |

## Экономика

### Сельское хозяйство
- Нурминское отделение ОАО «Тепличное»

### Транспорт
Протяжённость улично-дорожной сети — 3,75 км, из них 1,9 км — грунтовые улицы, 1,4 км — улицы с асфальтовым покрытием, 0,45 км — с щебёночным покрытием.
Через село проходят автодороги местного значения 88Н-07030 Арбаны — Нурма — Ныръял и 88Н-07031 Нурма — Краснооктябрьский.

## Образовательно-воспитательные учреждения
- Нурминская средняя общеобразовательная школа.
- Нурминский детский сад «Рябинушка».

## Культура
- Нурминский центр культуры.
- Нурминская сельская библиотека.

## Здравоохранение
- Нурминская амбулатория.

## Религия
Церковь Казанской иконы Божией Матери
Церковь во имя Казанской иконы Божией Матери в селе Нурма была построена в 1825 году на средства прихожан. По данным на 1915 год в приходе состояло 3656 человек. Имелась церковная библиотека и приходская школа.
Церковь села Нурма — пример провинциальной церковной архитектуры стиля позднего классицизма первой трети XIX века. Привлекает своими формами верхняя часть храма в виде круглой ротонды, увенчанной сферическим куполом. На глухом барабане — легкая главка с перехватом.
27 апреля 1940 года церковь была закрыта, здание передали медпункту. Верующие нурминского прихода дважды ходатайствовали об открытии храма. Первая такая попытка, предпринятая в 1944 году, закончилась неудачей. Второе ходатайство увенчалось успехом — 7 июня 1945 года решением Совета по делам РПЦ при Совнаркоме СССР здание храма было передано верующим.
В 1966 году местные власти снова предприняли попытку ликвидировать нурминский приход — церковь была закрыта. Однако Совет по делам религий классифицировал такие действия как незаконные. С тех пор богослужения в церкви не прерывались.

## Связь
- Нурминское отделение почтовой связи.

## Известные уроженцы
- Кедрова Анастасия Деомидовна (1896—1981) — марийский советский партийный и общественный деятель, деятель просвещения. Одна из первых марийских женщин-коммунисток. Член РКП(б) с 1919 года.

## Известные жители
- Горшков Захар Ефимович (1910—2000) — советский хозяйственный и партийный деятель. Председатель колхоза имени Чапаева Медведевского района Марийской АССР (1958—1973). Кавалер ордена Ленина (1971). Член ВКП(б) с 1931 года. Депутат Верховного Совета Марийской АССР 6—7 созыва (1963—1971).